# Flughafen St. Pierre

i7
i11
i13
Der Flughafen St. Pierre (französisch Aéroport de Saint-Pierre, (IATA-Code: FSP, ICAO-Code: LFVP)) ist der internationale Verkehrsflughafen der Insel St. Pierre, die zum französischen Überseegebiet Saint-Pierre und Miquelon gehört. Er wurde im Jahr 1999 als Ersatz für den alten, 1965 am Hafen gebauten Flugplatz eröffnet. Das Flughafengelände befindet sich am südöstlichen Ende der Insel, etwa 2 Kilometer von der gleichnamigen Hauptstadt St. Pierre entfernt. 
Air Saint-Pierre bedient vom Flughafen aus nationale und internationale Ziele. Seit dem 2. Juli 2018 verband ASL Airlines France als erste Fluggesellschaft Saint-Pierre im Sommer 2018 acht Mal nonstop mit dem Flughafen Paris-Charles-de-Gaulle. Für den Sommer 2018 wurden 12 Flüge geplant. Für den Mittelstreckenflug wird eine Boeing 737-700 eingesetzt.

## Galerie

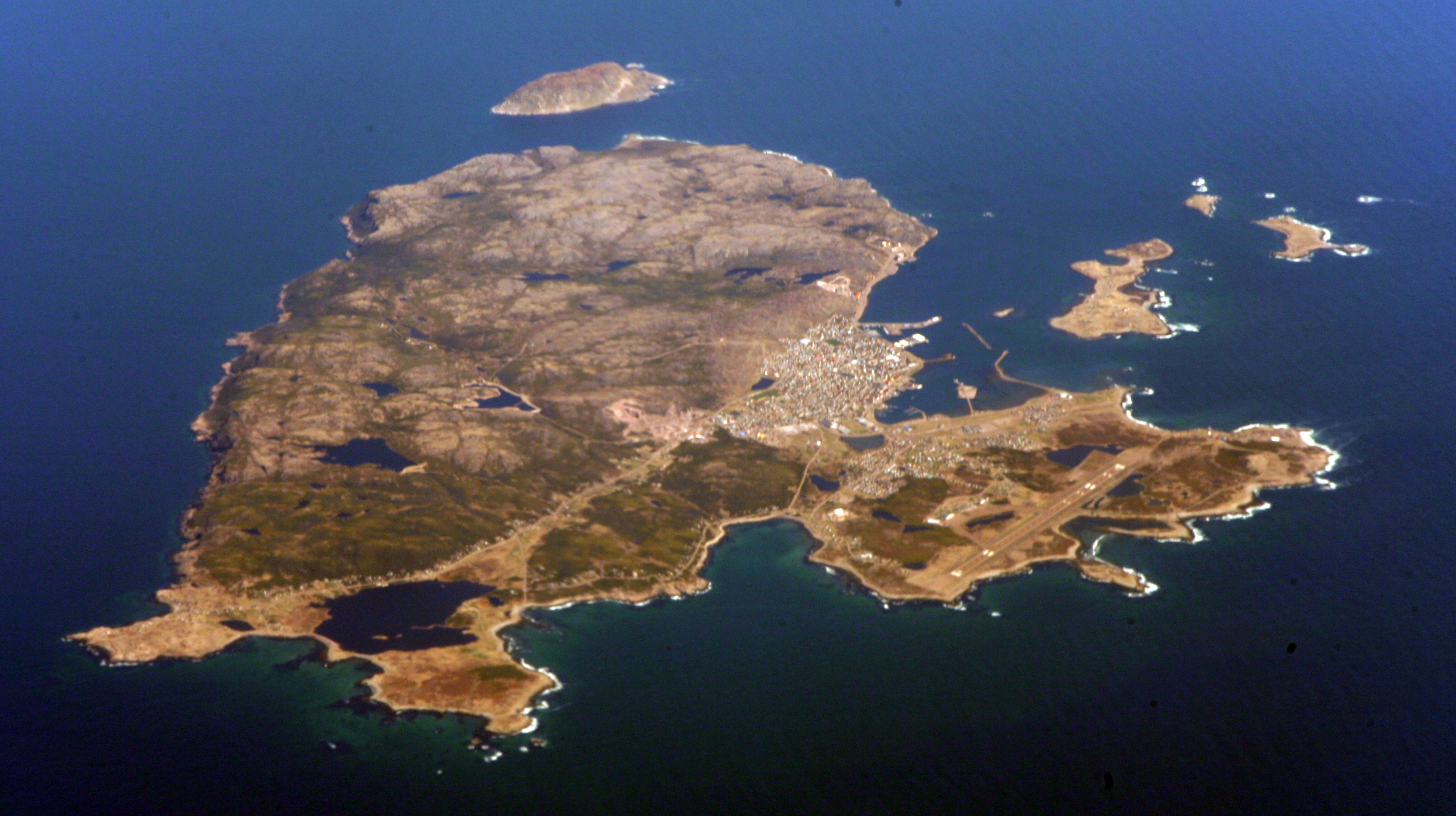
Luftbildaufnahme der Insel mit dem Flughafen
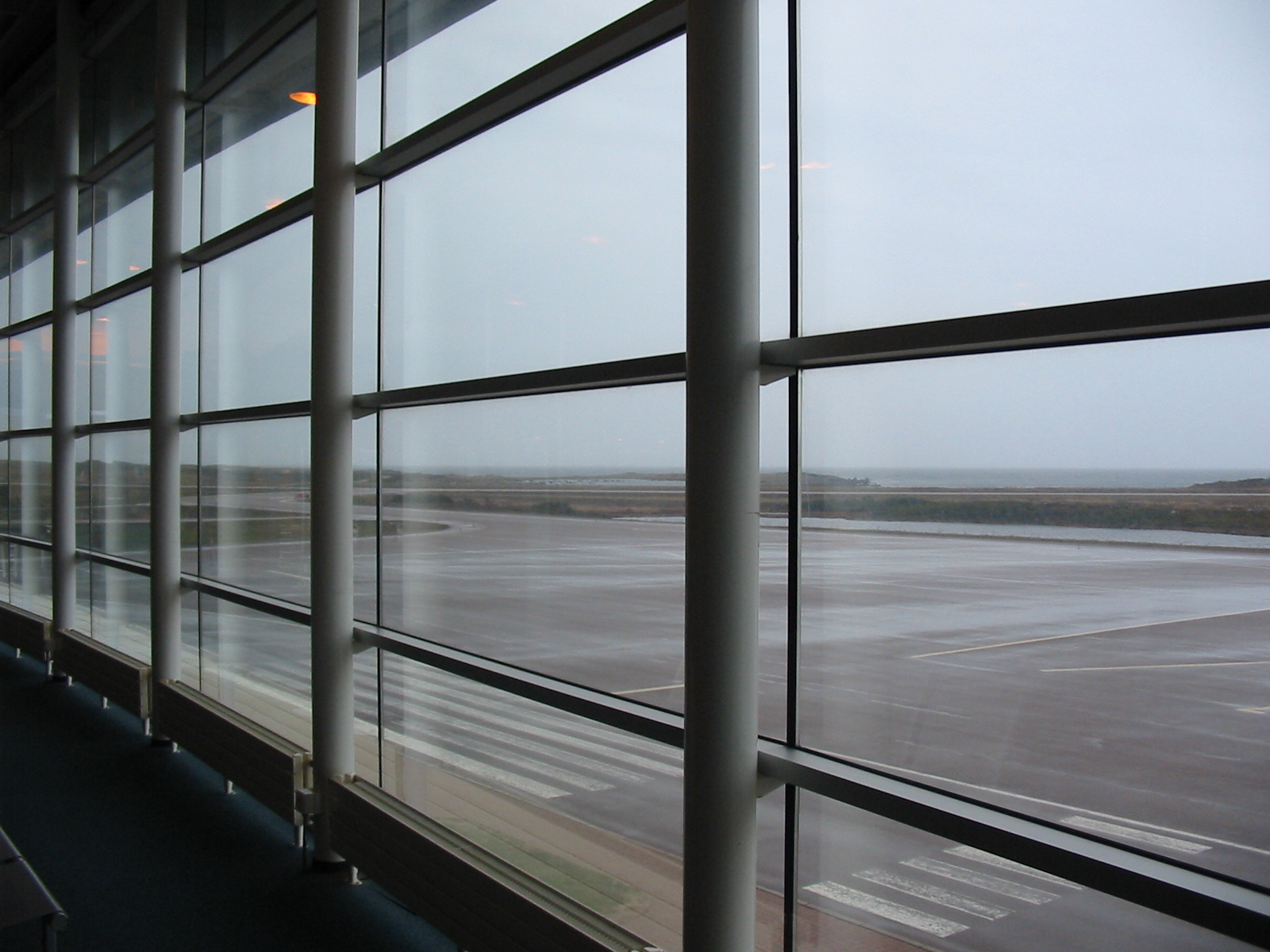
Terminal und Vorfeld